# Kindaichi Kyōsuke

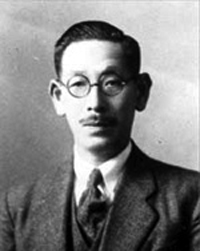
Kindaichi Kyōsuke

Kindaichi Kyōsuke (japanisch 金田一 京助; geboren 5. Mai 1882 in Morioka (Präfektur Iwate); gestorben 14. November 1971) war ein japanischer Linguist und Volkskundler.

## Leben und Werk
Kindaichi Kyōsuke studierte an der Universität Tokio Linguistik und machte dort 1907 seinen Abschluss. Ab 1908 erhielt er eine Assistentenstelle am Kokugakuin, ab 1922 wirkte er dort als Professor. 1958 wurde er Assistenzprofessor an der Universität Tokio, von 1941 bis 1943 dort Professor.
Kindaichi widmete den größten Teil seines Lebens der Erforschung der Ainu-Sprache. Er hinterließ zahlreiche Veröffentlichungen zu diesem Thema, darunter „Ainu yoishi yūkara no kenkyū“ (アイヌ叙事詩 ユーカラの研究), 2 Bände 1931, etwa „Epische Dichtungen der Ainu – Forschung zu Yukar“. Das ist eine wertvolle schriftliche Fassung von Yukar, also Ainu-Sagen, die ursprünglich nur rezitierend weitergegeben wurden.
Seine Studien zur japanischen Sprache werden ebenso hoch geschätzt, darunter „Kokokushi keitō hen“ (国語史 – 系統編) – „Geschichte der japanischen Sprache – Zusammenfassung der Linien“. Dazu kommt die Sammelausgabe seiner Schriften, „Kindaichi Kyōsuke zenshū“ (金田一京助 全集), 1960 bis 1962.
1954 wurde Kindaichi als Person mit besonderen kulturellen Verdiensten geehrt und mit dem Kulturorden ausgezeichnet. 1962 erhielt er den Mainichi-Kulturpreis.
Bestattet wurde Kindaichi auf dem Friedhof Zōshigaya.